# Приз Израильской Академии Телевидения
Приз Израильской Академии Телевидения (ивр. פרס האקדמיה הישראלית לטלוויזיה‎) — израильская награда для деятелей телевидения.
Вручается Израильской академией кинематографии и телевидения, возглавляемой Марком Розенблюмом, выдающимся деятелям телевидения с 2003 года. До 2003 года призы вручались в рамках Израильской академии кинематографии (Приз «Офир»). С 2003 года Израильская академия кинематографии и телевидения решила вести церемонию награждения отдельно от вручения почётных наград для деятелей израильского кино и телевидения. Начиная с июля, члены академии выбирают кандидатов на соискания приза академии, а в конце года лауреатов. Церемония награждения лауреатов транслируется ведущими израильскими каналами.